# قيادة القوات البرية العراقية
كانت قيادة القوات البرية في مجمع قاعدة النصر قرب مطار بغداد أهم تشكيل قتالي في الجيش العراقي. مقر قيادة القوات البرية العراقية وقيادة القوات المشتركة العراقية كيان واحد.
منذ عام 2006، وربما حتى الانسحاب الأميركي في عام 2011، أشرفت قيادة القوات البرية على الجزء الأكبر من الوحدات العسكرية للجيش.

## تاريخ
من عام 2003 إلى عام 2006، كانت وحدات الجيش العراقي المُعاد تشكيله تحت السيطرة العملياتية للجيش الأمريكي. وأُدير تشكيلها من قِبل فريق التدريب والمساعدة العسكرية التابع للتحالف، والذي أصبح لاحقًا جزءًا من قيادة انتقال المسؤولية الأمنية متعددة الجنسيات في العراق. وبعد أن أصبحت هذه الوحدات جاهزة للعمل، نُقلت إلى السيطرة العملياتية للفيلق متعدد الجنسيات في العراق أو إحدى التشكيلات التابعة له.
في 3 مايو 2006، حدث تطور كبير في القيادة والسيطرة. افتُتح مركز القيادة والسيطرة للجيش العراقي في حفل أقيم في مقر قيادة قوات التحالف الدولي في معسكر النصر. تأسست قيادة قوات التحالف الدولي لممارسة القيادة والسيطرة على قوات الجيش العراقي المعينة، وعند توليها السيطرة العملياتية، للتخطيط وتوجيه العمليات لهزيمة التمرد العراقي. في ذلك الوقت، كان الفريق عبد القادر قائد قيادة قوات التحالف الدولي. أُنشِئ فريق الدعم الاستشاري للمقر المشترك (JHQ-AST) في عام 2004 لتوجيه قيادة قوات التحالف الدولي/مقر القوات المشتركة خلال هذه العملية. كان فريق الدعم الاستشاري للمقر المشترك عنصرًا تابعًا لقيادة العمليات المتعددة الجنسيات في العراق. وُصفت مهمة فريق الدعم الاستشاري بأنها "توجيه ومساعدة المقر المشترك العراقي لكي يصبح قادرًا على ممارسة القيادة والسيطرة الوطنية الفعالة للقوات المسلحة العراقية، والمساهمة في عملية تطوير القدرات، والمساهمة في تحسين الوضع الأمني الداخلي داخل العراق بالشراكة مع قوات التحالف".
في عام 2006 بدأت الفرق العشرة المخططة في الحصول على الاعتماد وتولي مسؤولية ساحة المعركة: الفرقتان السادسة والثامنة قبل 26 يونيو 2006، والفرقة التاسعة في 26 يونيو 2006، والفرقة الخامسة في 3 يوليو 2006، والفرقة الرابعة في 8 أغسطس 2006، والفرقة الثانية في 21 ديسمبر 2006.
بعد اعتماد الفرق، بدأ نقل مسؤوليتها العملياتية من السيطرة الأمريكية إلى السيطرة العراقية على قيادة قوات التحالف الدولي. في 7 سبتمبر/أيلول 2006، وقّع رئيس الوزراء نوري المالكي وثيقةً تُسلّم بموجبها قيادة القوات البحرية والجوية العراقية الصغيرة والفرقة الثامنة من الجيش العراقي المتمركزة في الجنوب.
في حفل أقيم بهذه المناسبة، صرّح الجنرال جورج كيسي، القائد الأعلى للقوات الأمريكية في العراق، قائلاً: "من اليوم فصاعدًا، سيُصبح العراقيون مسؤولين عن المسؤوليات العسكرية العراقية بشكل متزايد". في السابق، كانت القوة متعددة الجنسيات بقيادة الولايات المتحدة في العراق، بقيادة كيسي، تُصدر الأوامر للقوات المسلحة العراقية من خلال مقر قيادة وتسلسل قيادة أمريكي-عراقي مشترك. كان كبار الضباط الأمريكيين ومن قوات التحالف يسيطرون على فرق الجيش، بينما كانت الوحدات الأصغر تحت قيادة ضباط عراقيين. بعد التسليم، تنتقل سلسلة القيادة مباشرةً من رئيس الوزراء بصفته القائد العام للقوات المسلحة العراقية، مرورًا بوزارة دفاعه، إلى مقر قيادة عسكرية عراقية، وهي قيادة القوات المشتركة العراقية. ومن هناك، تنتقل الأوامر إلى الوحدات العراقية على الأرض. وتبقى الفرق العراقية التسع الأخرى تحت قيادة الولايات المتحدة، مع نقل السلطة تدريجيًا.
صرح مسؤولون عسكريون أمريكيون بأنه لا يوجد جدول زمني محدد لعملية نقل السلطة. وصرح المتحدث العسكري الأمريكي، اللواء ويليام كالدويل، بأن الأمر متروك للمالكي ليقرر "مدى السرعة التي يريدها للتحرك مع توليه السلطة... يمكنهم التحرك بالسرعة التي يريدونها بعد ذلك. أعلم، نظريًا، أنهم تحدثوا عن فرقتين شهريًا تقريبًا."
بعد نقل الفرقة الثامنة في 7 سبتمبر 2006، نُقِلَت الفرقة الثالثة في 1 ديسمبر 2006. كما نُقِلَت فرقة أخرى غير محددة إلى سيطرة IGFC.
كما نُقِلَت وحدات لوجستية أصغر إلى سلسلة القيادة العراقية: في الأول من نوفمبر 2006، أصبح فوج النقل الآلي الخامس (MTR) هو الخامس من تسعة أفواج MTR التي نُقِلَت إلى فرق الجيش العراقي. وقالت القوة المتعددة الجنسيات في العراق إن خطط عام 2007 تضمنت جهودًا كبيرة لجعل الجيش العراقي قادرًا على دعم نفسه لوجستيًا.
استمرت عمليات نقل الفرق إلى سيطرة شركة IGFC في عام 2007: الفرقة الأولى في 15 فبراير، والفرقة العاشرة في 23 فبراير، والفرقة السابعة في 1 نوفمبر. كما عقدت الفرقة الرابعة عشرة الجديدة حفل افتتاحها في البصرة في 14 نوفمبر 2007.
أمر وزاري رقم 151، بتاريخ 19 فبراير 2008، بإعادة ترقيم ألوية جميع الفرق تسلسليًا. فبدلاً من أن يكون لكل فرقة ألوية أول/ثاني/ثالث/رابع، يُمنح كل لواء رقم تعريف فريد.
منذ أواخر عام 2008، شعر أفراد القوات الأمريكية بالقلق إزاء "محاولة رئيس الوزراء المالكي فرض سيطرته على الجيش والشرطة العراقيين من خلال نشر قيادات العمليات الإقليمية. مستخدمًا قيادة عمليات بغداد كسابقة له، أنشأ المالكي قيادات إقليمية أخرى في البصرة وديالى ومنطقة الفرات الأوسط ونينوى، وتبعتها قيادات أخرى. في البداية، رحب قادة التحالف بفكرة القيادات الإقليمية التي يمكن أن تخلق وحدة للجهد العراقي، لكن حماسهم تلاشى عندما بدأ المالكي في استخدام المقر الجديد لتجاوز سلسلة القيادة الرسمية،" والتي أصبحت تشبه أسلوب العمل في نظام صدام حسين.

## تنظيم الموظفين
- M1: الإدارة، شؤون الموظفين
- M2: الاستخبارات العسكرية، ومراقبة الأسلحة، والطقس، والجغرافيا العسكرية
- M3: القيادة والتخطيط والعمليات والتدريب وتخطيط التمارين للجيش
- M4: المهام اللوجستية / إدارة المواد / الصيانة
- M5: التعاون المدني العسكري (CIMIC / CIMIC)
- M6: الاتصالات / تكنولوجيا المعلومات / خدمة الإدارة - اللواء الركن سعد، المقر المشترك العراقي M6[9]

## القوات تحت القيادة
لا تسيطر قيادة العمليات المركزية العراقية على جميع التشكيلات القتالية للجيش العراقي. تتبع قيادة عمليات بغداد بشكل منفصل مركز العمليات الوطني. "تمتلك الفرقة التاسعة (الآلية) كامل قدرات الجيش المدرعة (الدبابات). وهي فرقة متنوعة عرقيًا. بعض كتائب الفرقة العاشرة مُجهزة بميليشيات شيعية."
وأفادت التقارير في يناير/كانون الثاني 2010 أن القيادات العملياتية ستكون الأساس لفيلق الجيش العراقي المستقبلي.
قيادة القوات البرية العراقية
- قيادة عمليات نينوى[13] – الموصل؛ تأسست في ديسمبر 2007 بقيادة الفريق رياض جلال توفيق، الذي كان قائد الفرقة التاسعة في بغداد.[14]
  - الفرقة الثانية – الموصل +
    - 5 (القلعة) Bde الآلية
    - 6 (العقارب) المشاة (AAslt) لواء
    - لواء المشاة السابع
    - لواء المشاة الثامن
    - فوج النقل الآلي الثاني

  - الفرقة الآلية الثالثة – الكسك +
- قيادة عمليات ديالى – السليمانية، ديالى، كركوك، صلاح الدين[15]
  - الفرقة الرابعة الآلية - تكريت - تولت مسؤولية معظم محافظات صلاح الدين والتأميم، بما في ذلك مدينتي سامراء وتكريت الرئيسيتين، في 8 أغسطس/آب 2006.[16] كتائب الفرقة الرابعة هي وحدات سابقة في الحرس الوطني، مُجنّدة محليًا. تتميز الفرقة بتنوعها العرقي، وتسيطر على عدد من كتائب البنية التحتية الاستراتيجية التي تحمي خطوط أنابيب النفط.
    - اللواء الآلي الرابع عشر (AAslt) (1-4)،
    - اللواء الآلي الخامس عشر (النسور) (2-4)،
    - لواء المشاة السادس عشر (3-4)،
    - اللواء الرابع (لواء سامارا) (قيد التشكيل؛ هل من المخطط إنشاء اللواء السابع عشر في صيف عام 2008؟)
    - فوج النقل الآلي الرابع

  - الفرقة الخامسة مشاة (حديدية) – محافظة ديالى – اُعتمدَت الفرقة وتوليها المسؤولية عن ساحة المعركة في 3 تموز 2006.[17] كانت مقرات لواء الفرقة الخامسة والكتائب من مكونات الجيش الوطني العراقي.
    - فوج المشاة الثامن عشر (AAslt) لواء (1-5)
    - لواء المشاة التاسع عشر (أسود الصحراء) (الرتبة السابقة 2-5)
    - اللواء الآلي العشرون (سابقًا 3-5)
    - اللواء الآلي الحادي والعشرون (سابقًا 4-5)
    - فوج النقل الآلي الخامسكتيبة من الجيش العراقي تتدرب على العمليات الحضرية

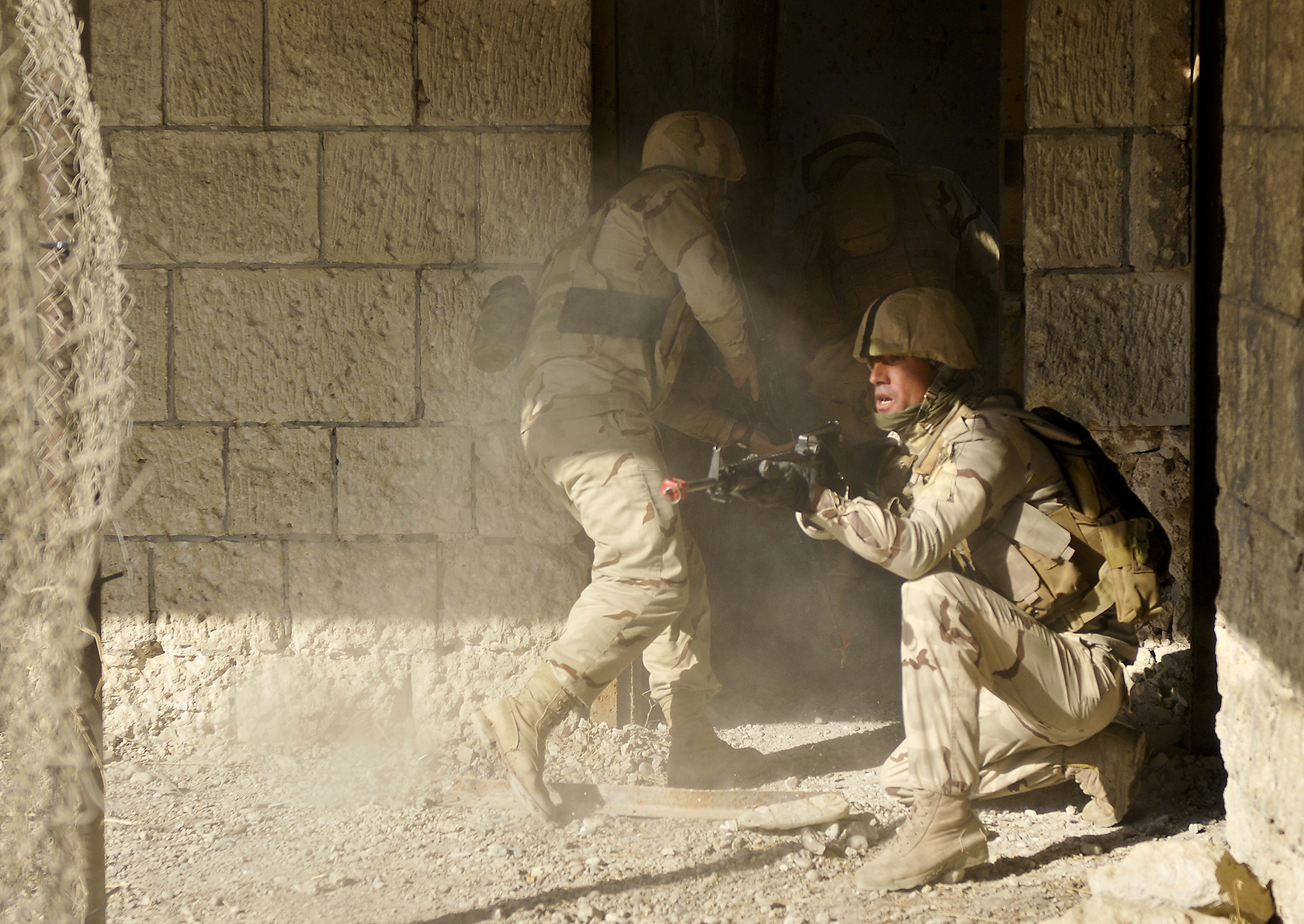
كتيبة من الجيش العراقي تتدرب على العمليات الحضرية

  - فرقة المشاة الخفيفة الثانية عشرة - تكريت (من المحتمل أن تكون مخططة لتصبح فرقة ميكانيكية)
    - انفصل عن القسم الرابع في منتصف عام 2008
    - لواء المشاة الخفيفة 46 (اللواء الأول للبنية التحتية الاستراتيجية سابقًا)
    - لواء المشاة الخفيفة 47 (اللواء الثاني للبنية التحتية الاستراتيجية سابقًا)
    - لواء المشاة الخفيفة 48 (اللواء التاسع للبنية التحتية الاستراتيجية سابقًا)
    - اللواء 49 (4-4).سيارة همفي تابعة للجيش العراقي في مارس 2006

قيادة عمليات البصرة – البصرة 

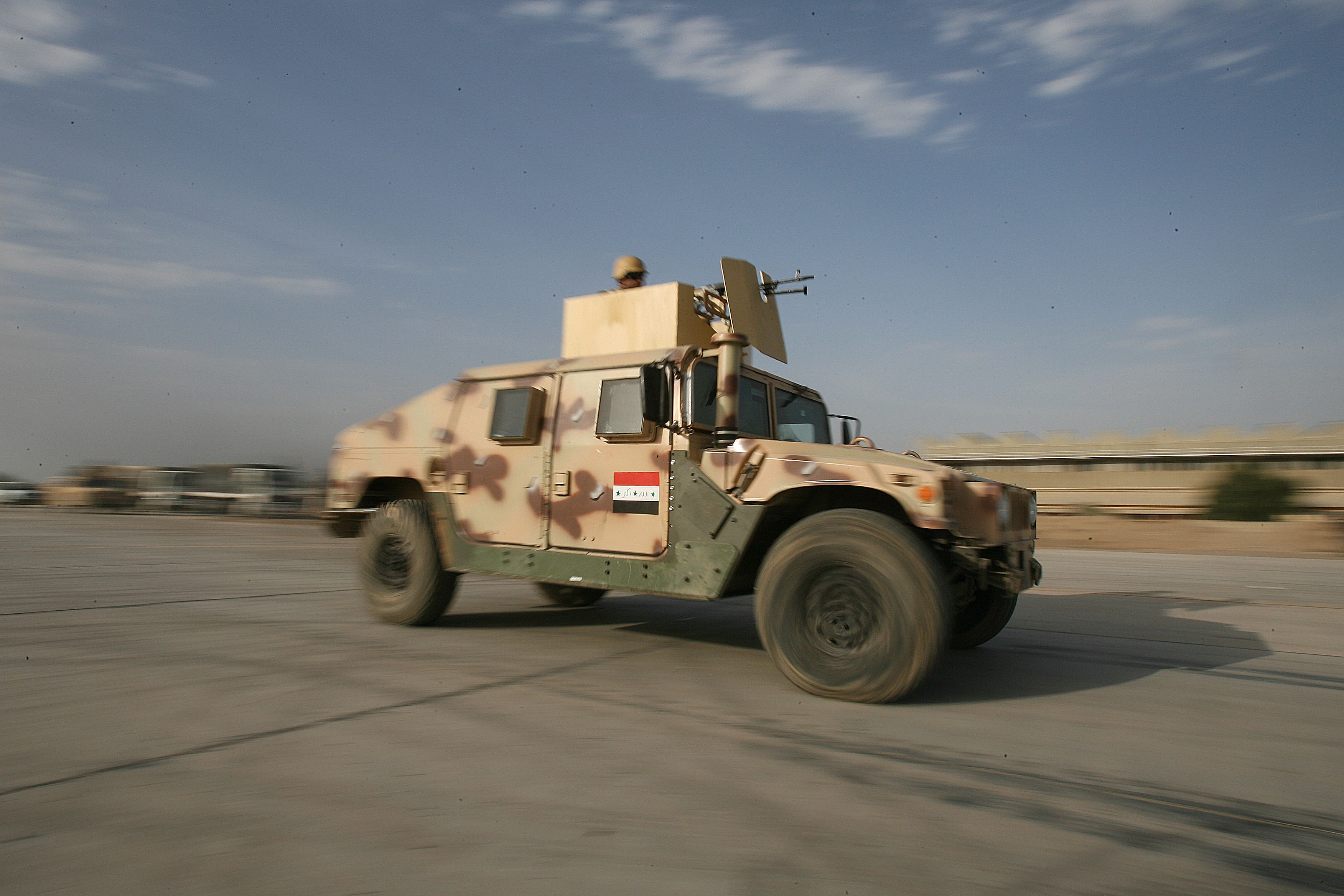
سيارة همفي تابعة للجيش العراقي في مارس 2006

- فرقة المغاوير الثامنة - الديوانية - تتألف الفرقة الثامنة من وحدات الحرس الوطني السابقة، والتي شُكِّل بعضها في وقت مبكر من عام 2004، لكن مقر الفرقة لم يتولى السيطرة على منطقة عملياتها حتى يناير 2006. واعتبارًا من مارس 2007، كان قائد الفرقة هو اللواء عثمان علي فرهود.
  - لواء المغاوير 30 (الديوانية) (1-8)
  - لواء الكوماندوز 31 (موت) (المقر الرئيسي الحلة) (2-8 سابقًا)
  - لواء الكوماندوز 32 (موت) (المقر الرئيسي الكوت) (3-8 سابقًا)
  - لواء المغاوير 33 (موت) (مقر الحسينية (كربلاء)) (4-8).
  - الفوج الثامن للمهندسين الميدانيين
  - الفوج الثامن للنقل والتجهيز
- الفرقة العاشرة الآلية - الناصرية (الطليل) - في 23 فبراير 2007، اُعتُمِدَت الفرقة العاشرة، المتمركزة آنذاك في البصرة، ونُقلت مسؤوليتها العملياتية إلى قيادة فوج المشاة العراقي. ومنذ ذلك الحين، شُكِّلت الفرقة الرابعة عشرة في البصرة، ونُقلت الفرقة العاشرة شمالاً إلى الناصرية.[19] قائد الفرقة هو الفريق عبد اللطيف، اعتبارًا من نوفمبر 2006.[20][21]
  - اللواء الآلي 38 (مقر مطار باتريا، معظم كتائب العمارة)(1-10)
  - لواء المشاة 39 (مقر السماوة) (2-10) - الكتيبة الثانية تابعة حاليًا للفرقة الثامنة وتعمل في منطقة الخضر شمال بابل
  - اللواء الآلي الأربعون (3-10)
  - اللواء الآلي 41 (المجر الكبير) – شُكِّل في نوفمبر 2008 (الفترة من 4 إلى 10 نوفمبر 2008)
  - الفوج العاشر للمهندسين الميدانيين
  - الفوج العاشر للنقل والتجهيز (الناصرية (معسكر أور))
- الفرقة الآلية الرابعة عشرة – معسكر وسام، البصرة[22]
  -     - اللواء 50 الميكانيكي (البصرة)
    - اللواء 51 الآلي (البصرة)
    - اللواء 52 الميكانيكي (البصرة)
    - اللواء الآلي 53 (البصرة) – تأسس في منتصف عام 2008
    - الفوج الرابع عشر للمهندسين الميدانيين (البصرة (الشيبة))
    - الفوج الرابع عشر للنقل والتجهيز
- قيادة عمليات الأنبار - الرمادي
  - الفرقة الأولى – الفلوجة
  - الفرقة السابعة للمشاة - الرمادي، غرب محافظة الأنبار - تم نقلها إلى قيادة العمليات المشتركة في الأول من نوفمبر 2007.[23] شُكِّلَت الفرقة السابعة في أوائل عام 2005 لتحل محل وحدات الحرس الوطني المنحلة التي يهيمن عليها السنة والتي أثبتت عدم موثوقيتها.
    - لواء المشاة 26 (سابقًا 1-7)
    - لواء المشاة 27 (سابقًا 2-7)
    - لواء المشاة 28 (سابقًا 3-7)
    - اللواء 29 (يعمل منذ 3 أبريل 2008).

## القادة
- عبد القادر العبيدي (2004-2006)
- علي غيدان مجيد (2006-2014)
- رياض توفيق (2014-2019)
- جمعة عناد (2019-2020)
- قاسم محمد صالح (2020 إلى الوقت الحاضر)

## روابط خارجية
- مراجعة القوات المسلحة نسخة محفوظة 2011-07-20 على موقع واي باك مشين.
- تحديات القيادات المشتركة - نائب القائد الجديد